# Хочу це все
«Хочу це все» (ісп. Quererlo todo) — мексиканський телесеріал 2020 року у жанрі драми та створений компанією Televisa. В головних ролях — Мішель Рено, Даніло Каррера, Віктор Гонсалес, Сара Корралес, Скарлет Ґрюбер. Перша серія вийшла в ефір 9 листопада 2020 р. Серіал має 1 сезон. Завершився 122-м епізодом, який вийшов у ефір 25 квітня 2021 р.
Продюсер серіалу — Ігнасіо Сада.
Серіал є адаптацією аргентинського серіалу «Спадщина кохання», 2009 року.

## Сюжет
Валерія Фернандес — дівчина Леонеля Монтеса, сина багатого землевласника, після смерті якого між спадкоємцями починається справжня війна. У розпал цієї метушні Валерія зустрічає Матео Сантоса, сина виконавця спадщини, і закохується в нього.

## Актори та ролі
| Актор               | Роль                                     |
| ------------------- | ---------------------------------------- |
| Мішель Рено         | Валерія Фернандес Коссіо / Соня Родрігес |
| Даніло Каррера      | Матео Сантос Коронель                    |
| Віктор Гонсалес     | Леонель Монтес Ларрагібель               |
| Сара Корралес       | Сабіна Куріель                           |
| Скарлет Ґрюбер      | Сандра Кабрера Теллез «Сенді»            |
| Алексіс Аяла        | Артеміо Кабрера                          |
| Олівія Баціо        | Далія Коронель де Сантос                 |
| Юджинія Каудуро     | Есмеральда Коронель                      |
| Мануель Охеда       | Патрісіо Монтес                          |
| Луз Марія Херес     | Мінерва Ларрагібель                      |
| Роберто Бландон     | Тірсо Кінтеро                            |
| Мімі Моралес        | Магдалена Бустаманте / Лусія Родрігес    |
| Хуан Анхель Еспарза | отець Габріель                           |
| Клаудія Тройо       | Луїза Зерменьо                           |
| Сачі Тамашіро       | Береніс Кабрера Теллес «Бере»            |

## Сезони
| Сезон | Епізоди | Епізоди | Оригінальний показ | Оригінальний показ | Оригінальний показ |
| Сезон | Епізоди | Епізоди | Перший показ       | Останній показ     | Мережа             |
| ----- | ------- | ------- | ------------------ | ------------------ | ------------------ |
| 1     | 122     | 122     | 9 листопада 2020   | 25 квітня 2021     | Las Estrellas      |

## Аудиторія
| Країна трансляції | Сезон | Розклад      | Серії | Перший ефір      | Перший ефір | Останній ефір  | Останній ефір | Середній бал |
| Країна трансляції | Сезон | Розклад      | Серії | Дата             | Дата        | Дата           | Дата          | Середній бал |
| ----------------- | ----- | ------------ | ----- | ---------------- | ----------- | -------------- | ------------- | ------------ |
| Мексика           | 1     | 15:30— 16:15 | 121   | 9 листопада 2020 | 3,21        | 25 квітня 2021 | 2,64          | 2,70         |

## Версії
| Рік  | Країна    | Українська назва    | Оригінальна назва | Кількість | Кількість | В головних ролях                                                           | Компанія                             | Канал  |
| Рік  | Країна    | Українська назва    | Оригінальна назва | сезонів   | серій     | В головних ролях                                                           | Компанія                             | Канал  |
| ---- | --------- | ------------------- | ----------------- | --------- | --------- | -------------------------------------------------------------------------- | ------------------------------------ | ------ |
| 1981 | Аргентина | Успадкування любові | Herencia de amor  | 1         | 19        | Марія Де Лос Анхелес Медрано, Пабло Аларкон                                | ATC                                  | ATC    |
| 2009 | Аргентина | Спадщина кохання    | Herencia de amor  | 1         | 273       | Себастьян Естеванес, Луз Сіпріота, Наталія Лобо, Дієго Олівера, Моніка Айо | Telefe Contenidos, Enrique Estevanez | Telefe |